# Drenova (Korça)
Drenova falu Albánia délkeleti részén, a Korçai-medence és a Morava-hegység találkozásánál, Korçától légvonalban 3,5, közúton 5 kilométerre dél-délkeleti irányban. Korça megyén és Korça községen belül Drenova alközség központja. A bronzkor óta lakott település az oszmán hódoltság óta bányászfalu, Aleks Stavre Drenova albán költő szülő- és nyughelye.

## Fekvése
A falu a Korçai-medence keleti peremén fekszik, északról a Bozdovec-patak (Përroi i Bozdovecit), délről pedig a Drenovai-patak (Përroi i Drenovës) völgye határolja. Nyugati irányban a Korçai-medence széles síkja terül el, a falu nyugati határában a tengerszint feletti magasság 904 méter. Keletről a Morava-hegység hegylábai, északkeletről a Szent Atanáz-hegy (Maja e Shën Thanasit, 1402 m), keletről a Szent Konstantin-hegy (Maja e Shën Kostandinit, 1438 m), délről pedig a Szent Miklós-hegy (Maja e Shën Kolit, 1445 m) szegélyezi. A közeli Korçából az SH75-ös főútról leágazó műúton érhető el, de közúti összeköttetése Mborján keresztül is biztosított.

## Története
A Szent Konstantin-hegy lábánál az 1980-as években Petrika Lira vezetésével zajló régészeti ásatások során egy késő bronzkori, kora vaskori nyílt települést tártak fel. A gazdag leletanyagból számos korongozott kerámia, bronz ékszer, kő- és agyageszköz került elő. A barna matt festésű, hengeres vagy kúpos nyakú, vízszintes fülű kerekded agyagedények tipológiai egyezések alapján a közeli maliqi kultúrával rokonítják a korabeli drenovai népességet. Megjegyzendő, hogy ez a régészeti helyszín nem keverendő a nyugat-albániai drenovai bronzkori halomsíros településsel.
A középkorban feltehetően a bolgár hódítás időszakában települt be, erre utalhat a település szláv (bolgár) eredete. Az oszmán hódoltság időszakában barnakőszénbányákat nyitottak a közeli hegyekben, a mborja–drenovai bányák napjainkig is a délkelet-albániai szénvidék jelentős kitermelőüzemei.

## Nevezetességei

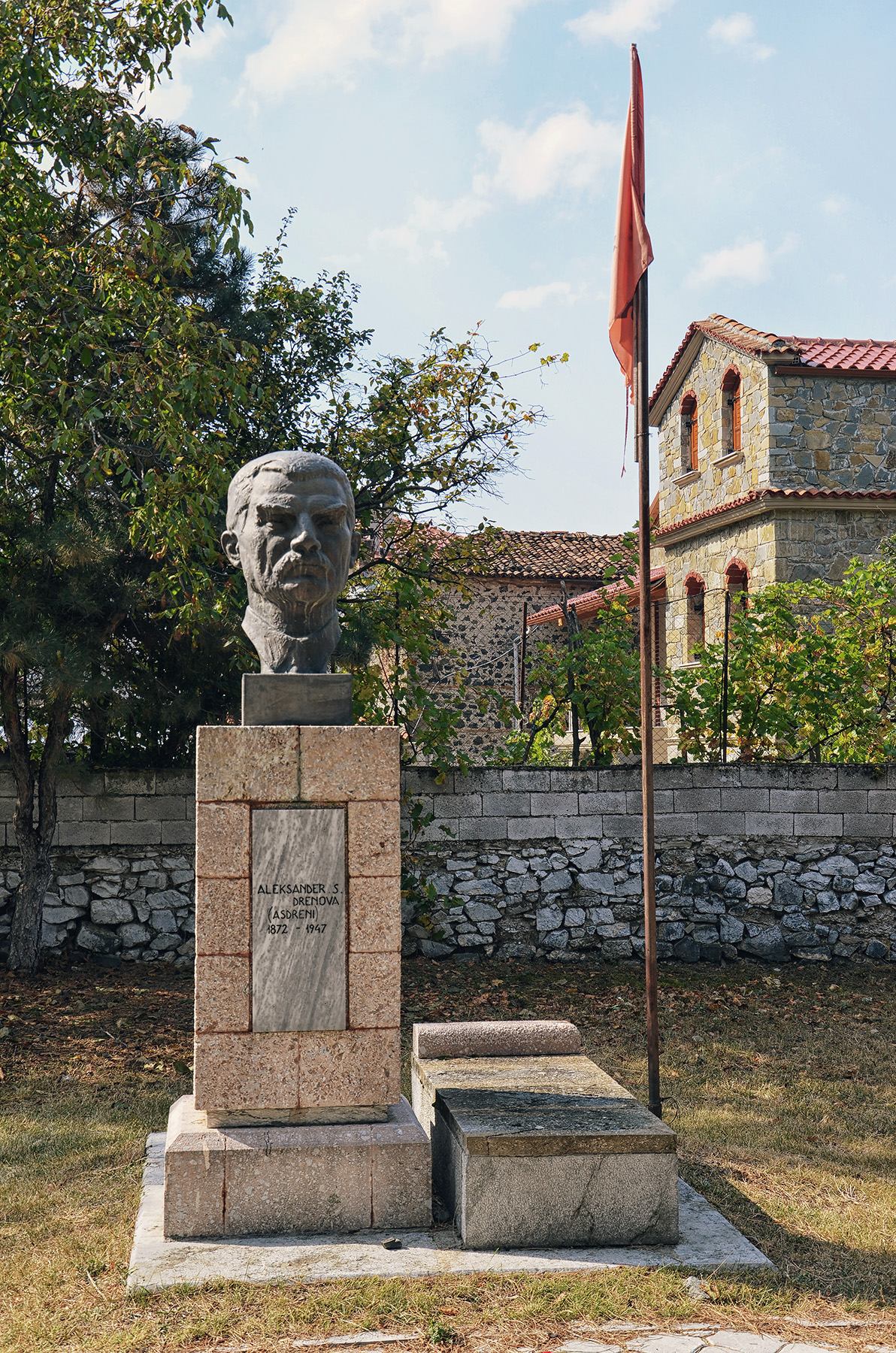
Asdreni síremléke a faluközpontban

A falu ortodox templomát 1767-ben építették bizánci stílusban, ez azonban később leégett, és napjainkban már csak falai állnak. Közelében modern templom áll.
A falu nevezetes szülötte Aleks Stavre Drenova, ismertebb írói nevén Asdreni (1872–1947), az élete nagy részében Romániában élt költő, publicista, a nemzeti romantika irodalmának kései képviselője. 1987-ben hamvait hazahozták és Drenova központjában temették el, ahol mellszobor és Asdreni-emlékmúzeum is őrzi emlékét.
A falutól keletre terül el a Drenovai-fenyves Nemzeti Park, a korçaiak kedvelt kiránduló- és piknikezőhelye.